# Dexter Gordon
Dexter Gordon (Los Angeles, 27 februari 1923 – Philadelphia, 25 april 1990) was een Amerikaans tenorsaxofonist. Hij wordt beschouwd als een van de eerste bebop tenorsaxofonisten. Op een uit 1948 daterende foto, genomen tijdens een optreden in The Royal Roost, staat hij afgebeeld terwijl hij een sigaret rookt. Deze foto zou later een van de iconen uit de geschiedenis van de jazz worden. Gordon was een grote man van meer dan 1m90, vandaar zijn bijnaam Long Tall Dexter. In 1986 was hij genomineerd voor een Oscar voor zijn rol in de film Round Midnight.

## Leven en werk
Gordon werd geboren en groeide op in Los Angeles. Zijn vader was daar dokter en had Duke Ellington en Lionel Hampton als patiënt. Dexter leerde klarinet spelen op dertienjarige leeftijd, alvorens hij twee jaar later overging op saxofoon (eerst alt, daarna tenor). Hij was nog op school toen hij al in orkesten speelde met tijdgenoten zoals Chico Hamilton en Buddy Collette.
Tussen 1940 en 1943 was Gordon lid van Lionel Hamptons orkest, waar hij samen met Illinois Jacquet and Marshall Royal in de saxofoonsectie zat. Zijn eerste opnames onder eigen naam maakte hij in 1943, aan de zijde van Nat Cole en Harry Edison. Hij maakte ook gastoptredens bij de orkesten van Louis Armstrong en Fletcher Henderson alvorens hij bij Billie Eckstine ging werken.
In 1945 verliet hij het orkest van Eckstine en begon op te treden in New York, waar hij opnames maakte met Charlie Parker alsook opnames onder zijn eigen naam.
Gordon werd vooral bekend als virtuoos door zijn saxofoonduels met zijn vriend en tenorsaxofonist Wardell Gray. Deze duels kregen heel wat belangstelling en lieten sporen na in een aantal albums tussen 1947 en 1952.
Dexter Gordons liveoptreden in Amsterdam in 1980 toont het publiek een tenorsaxofonist wiens geluid breed en ruimtelijk klinkt, mede door zijn imposante lichaamsbouw. Ook zijn neiging om net iets na de beat te spelen is opmerkelijk.
Als een van zijn voornaamste invloeden noemt hij Lester Young. Op zijn beurt beïnvloedde hij weer de jongere John Coltrane in de jaren veertig en vijftig. Tussen de twee tenorsaxofonisten is overigens sprake van een duidelijke wisselwerking.
Coltranes manier van spelen zou immers ook Dexter Gordon beïnvloeden vanaf midden jaren vijftig. Aanwijsbare overeenkomsten tussen hun beider speelstijlen zijn: heldere, sterke, metaalachtige tonen, hun neiging om hoge noten naar omhoog te buigen en hun vaardigheid om korte met de tong gearticuleerde noten te laten swingen. Een van Gordons eigenaardigheden was om eerst een liedje te zingen alvorens het te spelen, een trucje dat hij van Lester Young had geleerd.

## Discografie
- Dexter Rides Again (1945)
- The Hunt met Wardell Gray (1947)
- The Chase met Wardell Gray (1947)
- The Duel met Teddy Edwards (1947)
- Daddy Plays the Horn (1955)
- Dexter Blows Hot and Cool (1955)
- The Resurgence of Dexter Gordon (Riverside, 1960)
- Doin' Allright (1961), Blue Note
- Dexter Calling... (1961), Blue Note
- Go! (1962), Blue Note
- A Swingin' Affair (1962), Blue Note
- Our Man in Paris (Parijs 1963), Blue Note – met Bud Powell
- One Flight Up (Parijs, 1964) – Blue Note
- King Neptune (1964)
- Gettin' Around (New York, 1965) – Blue Note
- Tangerine (1965)
- The Squirrel: Live at Montmartre (1967)
- Tower of Power (1969) – met James Moody
- More Power (1969)
- Live At The Amsterdam Paradiso (1969)
- A Day In Copenhagen met Slide Hampton (1969)
- The Panther (1970) met Tommy Flanagan and Alan Dawson. Prestige Records
- The Chase (1970) met Gene Ammons Prestige
- The Jumpin' Blues (1970) met Wynton Kelly
- Tangerine (1972) hardbop met Freddie Hubbard en anderen – Prestige Records
- The Apartment (1974), SteepleChase
- Something Different (1975), SteepleChase
- Bouncin' with Dex (1975), SteepleChase
- Homecoming: Live at the Village Vanguard (1976)
- True Blue met Al Cohn (1976; Xanadu Records)
- Silver Blue met Al Cohn (1976; Xanadu Records)
- Biting The Apple (1976), SteepleChase
- Sophisticated Giant (1977) met 11-koppige bigband met onder meer Woody Shaw, Slide Hampton, Bobby Hutcherson – Columbia Records
- Manhattan Symphonie (1978), Columbia Records – with Rufus Reid – bas , Eddie Gladden – percussie, en George Cables – keyboard
- Gotham City (1980), Columbia Records
- American Classic [met Grover Washington Jr. en Shirley Scott] (1982) Elektra Entertainment
- Round Midnight (1986), Columbia Records
- The Other Side of Round Midnight (1986) Blue Note Records
- Live at Carnegie Hall (1998), Columbia Records – Opgenomen in 1978